# 海に眠るダイヤモンド
『海に眠るダイヤモンド』（うみにねむるダイヤモンド）は、2024年10月20日から12月22日までTBS系「日曜劇場」枠で放送されたテレビドラマ。主演は神木隆之介。

## 製作

### 企画
本作は1955年の長崎県・端島（軍艦島）と現代の東京を舞台に、70年にわたる愛、友情、家族の物語が描かれた作品で、端島は日本の高度経済成長期を支えた石炭産業の地であり、ドラマの時代背景の中心となっている。
プロデューサーの新井順子は、2018年に脚本の野木亜紀子と長崎旅行で端島を訪れた。当時はドラマ化を考えていなかったものの、島民の話や島の圧倒的な光景に心を動かされ、何か形にしたいという思いが芽生える。のちに、映画『ラストマイル』の完成後に設けられた野木、監督の塚原あゆ子と組んだドラマの企画の場で、長崎旅行のことを思い出した野木から「端島が舞台の物語なら日曜劇場になるのではないか」との発案のもと取材を開始し、1年をかけて本格的な企画が進められた。

### キャスティング
キャスティングについては、各役に適した俳優が慎重に選ばれているが、主演の神木隆之介については早い段階で起用が決まった。新井は、彼の役者としてのスイッチの切り替えや自由な演技を評価している。
主人公・鉄平を取り巻く3人の女性のひとり・リナ役は、歌唱力と演技力が必要でキャスティングに難航したが、池田エライザが父親の出身地が端島近くという縁もあり出演に至った。杉咲花と土屋太鳳は、以前に新井のドラマに出演した経験から再びオファーされている。
鉄平の兄・進平役の斎藤工は、これまで新井が何度もオファーをかけたもののタイミングが合わず、本作で念願の起用となった。また、鉄平の親友・賢将役には脚本の野木から清水尋也が適任と推薦され、神木との年齢差も問題なく演じていると新井は評価している。さだまさしや宮本信子といったベテランも、作品の意図を伝えた上で欠かせない役としてオファーをかけ、快諾を得ている。

### 撮影
1950年代の端島の風景の再現は、CG技術が活用され、主な工夫として、島をいくつかのピースに分けてレゴブロックのように組み合わせ、全景をドローン撮影の実景と合成する手法が取られている。また、通常のグリーンバック撮影からのCG合成ではなく、先に作成した端島のCGを背景として、その角度に合わせて実際の撮影を行うことで、時間と予算の制約をクリアしている。この効率的な方法は、連続ドラマの制作スピードに適応させるための新しい試みであり、もし成功すれば今後の映像制作手法の先駆けとなる可能性があると期待されている。
階段のある端島銀座は全てセットで作られており、長期撮影に耐えられるよう頑丈に設計されている。実際の端島には緑がないため、ロケ地探しも困難で、ある校庭でのロケでは1日中草むしりをする必要があるなど、制作には多くの苦労があった。
第2話の台風のシーンの撮影では、端島銀座全体に雨を降らせる装置を1日がかりで設置している。また荒波を被るシーンでは、ドラム缶5つを使った装置を製作し、勢いのある荒波が演出されている。
端島の炭鉱内の撮影は、兵庫県養父市の明延鉱山跡で行われた。

## あらすじ

### 第1話
2018年。新宿・歌舞伎町で売れないホストとして先の見えない日々を過ごす青年・玲央は、謎の老婦人・いづみに突如プロポーズされ、ホストクラブ「Heaven's Jail」で接待することになる。翌朝、長崎へ連れて行かれ、市内と端島の観光に付き合わされる。廃墟となっている端島に玲央と観光客が歓声を上げる中、いづみは直視できず号泣するのだった。
時は遡り、1955年春。玲央と瓜二つの容貌をした青年・鉄平は「大好きな端島のために働きたい」という一心で島へ帰郷し、炭鉱員の父・一平の反対をよそに、端島の炭鉱業を仕切る鷹羽鉱業の勤労課外勤職員として働き始める。同じ大学を卒業した同級生の賢将や百合子も鉄平と一緒に帰郷し、銀座食堂の看板娘で幼なじみの朝子とも再会する。
そのころ、何者かから逃れ端島にやってきた歌手・リナは、職員クラブの管理人・町子の厚意で女給として働き始める。しかし、鷹羽鉱業の幹部で賢将の父・辰雄が接待する取引相手の接待強要に抵抗したため、怒った相手から「たかが端島の炭鉱の女風情」と侮辱される。
その光景を目撃した鉄平は、大学時代に炭鉱の島出身であることを見下され、賢将や百合子たちと一緒に悔し泣きした記憶を蘇らせる。解雇されたリナは島を去ろうとするが、鉄平はリナを呼び止め「人生、変えたくないか」と問い掛ける。同じころ、炭鉱では新人炭鉱員・銀太が海の底深い坑内で行方不明となり、それを相棒の金太が秘密にしていたことが発覚。一平はじめ荒木班全員が、坑内の捜索に向かう。
鉄平は端島銀座に島民を集め、取引相手の見送りにリナが宮ノ下階段で「端島音頭」を披露する。端島楽団も加わり島民も踊り出す見事な演出に、相手が頭を下げて礼を言わせることで意趣返しする。炭鉱員が無事発見されたころ、リナの解雇も撤回されたことで、鉄平は改めてリナを端島の一員として迎え入れる。引き続き端島に暮らすリナを交え、鉄平たちの間には複雑な恋愛関係がもつれ合うことになる。
再び2018年。酔い潰れて路上に横たわる玲央にいづみが近づき、鉄平と同様に問い掛ける。玲央は何者か尋ねるが、いづみは一切答えず微笑むのだった。

### 第2話
いづみが秘書・澤田とともに、玲央のもとに突然押し掛ける。玲央は同居人の後輩ホスト・ライトに欠勤を伝えるが、看板ホスト・ミカエルからの借金があり辞めることができないでいた。いづみは水道の漏水が気になり、端島の水事情とともに恋愛事情を語り始める。
1955年夏。端島には定期船が真水を運んでおり、島民は取水時間が厳守されるなど不便な状況が続いたため、野母崎から端島に水道をひく壮大な計画が進められていた。長崎市内で計画会議に参加する賢将に付いてきた百合子は、思い掛けずスクエアダンスを知ることになる。
しかし、端島には市民サークルが多く、参加者は百合子をはじめ、鉄平、賢将、朝子、リナ、それに職員クラブの町子、勤労課外勤の先輩・松原の7名しか集まらない。それでも、幼いころから鉄平に思いを寄せる朝子、朝子に片思いする賢将、それを知りつつ彼と「フリーダム」な交際をする百合子、百合子に恋をしていた鉄平、鉄平からの思いをかわすリナなど、それぞれの想いが交錯する中、スクエアダンスが始まる。
その頃、端島に台風が接近しており、真水や物資を運ぶ定期船が欠航。本土との連絡がとれなくなり、送電線も寸断される。低地にある銀座食堂は冠水し、昭吉や梅子らが常連客とともに機材の避難に追われるなか、朝子の弟・竹男が外に飛び出してしまう。リナが竹男を発見し連れ戻すが、直後にリナのもとへ高波が押し寄せるところを鉄平の兄・進平に救われる。
同じ頃、百合子は嵐の中でも神に祈り続ける母・寿美子に業を煮やし、十字架や聖画、メダイのネックレスを投げ捨て部屋を飛び出す。事務所に独りでいたところを鉄平に発見され、2人はそれぞれの想いを語り合いながら眠れない夜を過ごす。
翌朝、爪跡を残した台風は去り、鉄平らは復旧に追われる。定期船が到着したことで断水は解消され、再び元の生活に戻り始める。奇跡的にフィルムが無事だった映画『宮本武蔵』が館長・大森の計らいにより無料で上映され、島民は主人公の勇姿に熱狂するのだった。
2018年。玲央はいづみの家で朝を迎える。前日、玲央が客・サヤと路上で揉めていたところを巡回警察官に逮捕され、いづみに身柄を引き取られていた。そこに、同居人である息子・和馬と孫・聖也が現れ、玲央は咄嗟に「鉄平」の名を出すが、微妙な空気が流れていた。

### 第3話
玲央はいづみの家で和馬や聖也に加えて、近所に住んでいる娘・鹿乃子、娘婿・雅彦、孫娘・千景と朝食を取る。鹿乃子らは玲央を見下すが、玲央の顔どころか「鉄平」の名前すら知らない様子だった。玲央はいづみが社長で資産家であることを知るが、いづみは「欲しかった人生と違っていた気がする」と呟く。
後日、玲央はホスト通いしている千景を偶然見掛け、口止めされたもののいづみや鹿乃子らに報告する。千景には高額の売り掛け金が残っていたが、鹿乃子が全額をあっさり支払うことに、玲央は苛立ちを隠せなかった。
1958年春。端島に水道がひかれ、水不足の心配が無くなる。炭鉱員の住宅事情の改善と好景気もあり、人口は3年間で1,000人増加し5,000人に迫っていた。それに伴い出産も増え、リナは助産婦の仕事も始める。一方、テレビの普及で閑散となった映画館に勤めていた百合子は、次の職を考え始める。
ある日、映画プロデューサー・夏八木が端島に降り立つ。10年前に映画『燃ゆる孤島』で助監督を務め、その続編の制作ため訪れたと語る。鉄平は怪しむが、映画館館長の大森と顔見知りだったこと、夏八木が朝子を見出したことで、島全体を巻き込んだオーディションが行われることになる。
同じ頃、炭鉱員の住宅で金品の窃盗が相次ぎ、普段から他人のテレビを盗み見ていた竹男が泥棒と疑われる。しかし、鉄平の母・ハルと顔なじみのタエコとヨシコが怪しい男3人組を目撃しており、炭鉱員たちがすぐに取り抑える。その主犯は夏八木で、撮影所を解雇されて借金がある要注意人物だったが、それが発覚した時には、事務所の金を持ち逃げして端島を出た後だった。
落ち込む朝子を、鉄平は無人島である中ノ島に誘う。そこには、前炭鉱長・廣田が福利厚生のために植えられた一本桜が見ごろを迎えていた。花見をするのが夢だった朝子は桜の木の前で、大女優になりたかったのではなく、普段とは少し違う自分になりたかったと鉄平に語る。そして、2人で「キラキラ」輝く端島の夜景を眺める。
翌日、朝子は普段と変わらず銀座食堂を手伝っていた。くすんだ小瓶には桜が生けられ、百合子や賢将から新しい花瓶を勧められても「鞍馬天狗にもらったからいらない」と言って聞かない。その小瓶は少年時代、『鞍馬天狗』に扮した鉄平が朝子にあげたもので、鉄平は朝子が一途に想う相手が自身であることに気付くのだった。
2018年。玲央はいづみが経済的に恵まれているにも関わらず孤独であることで、自身と同じ「ドブ」のような景色を見ていることに気付く。いつしか心の中の苛立ちが消え、いづみに何か協力できないかと申し出る。
後日、玲央は「IKEGAYA」に連れ出される。いづみは、自身が経営する会社を潰すのも辞さない覚悟だった。

### 第4話
いづみはIKEGAYA社員の前で、玲央を第二秘書として雇い、将来的には次期社長として継がせる考えを表明する。玲央は和馬たちからいづみの「隠し孫」であることを疑われ、DNA鑑定で血縁関係を調べることになる。澤田によると、いづみの夫は20年以上前に死去し、再婚の話は聞いたことがないとのこと。一方で玲央は、「母親の人」は他の男と暮らし、「父親の人」は顔も名前も知らないと語る。
玲央は社長室で、表紙に「TEPPEI ARAKI」と書かれたノートを見つける。鉄平の日記で、長崎観光で見た浦上天主堂のことが書かれており、いづみに勧められ読み始める。そこには、鉄平の苦悩と願いが綴られていた。
1958年夏。端島では8月15日の精霊流しが近づく。百合子の母・寿美子が白血病を発症して息を引き取り、島民には内密に荼毘に付される。百合子は朝子を一方的に嫌っていたが、その理由は1945年8月9日の出来事。百合子は浦上天主堂に行くのを嫌がり隠れたが、朝子が居場所を教えてしまったため行く羽目となり、長崎市内で被爆した。母と姉・千鶴は死傷し、百合子も放射線を浴びた。家庭環境は一変し、それ以降、百合子は朝子に嫌がらせをするようになった。鉄平と賢将はそれを知っていたが何も言えず、年月が経ってしまう。終戦から10何年経っても、被爆した百合子にとって戦争は終わってはいなかったのである。
鉄平も同じだった。鉄平は5人きょうだいの末っ子だったが、長兄はビルマで戦死し、2人の姉は疎開先の福岡で空襲に遭った。次兄・進平は戦地から帰ってきたものの、人格が変わっていた。父・一平は無学だったゆえに、戦時中に国の言いなりになっていた事を悔やみ、終戦後は鉄平が偉くなってもらうよう大学に行かせていた。
精霊流し当日。百合子は朝子を自宅に呼び、これまでの意地悪を詫びる。先の台風で投げ捨てたメダイのネックレスを賢将が拾っており、敬虔なカトリックである母が絶えず語っていた言葉を思い出しての行動だった。朝子も百合子の心情を悟り、互いに和解する。
リナは精霊流しを見届けた後、進平に別れを告げる。進平はリナの悲しい過去や素性を偽っているのを秘密にして、鉄平や朝子らのいる前で「端島の掟」として来年もここにいるよう告白し、笑顔を見せる。しかし、夏八木が撮影したフィルムを入手した博多のヤクザに、リナが端島に潜伏していることを知られてしまうのだった。

### 第5話
1958年秋。鷹羽鉱業でストライキが行われる。労働組合の社内組織「鷹羽炭連」と全国組織「全日炭」に加盟しており、後者の主導であったが、雇用側も炭鉱員も操業を続けたいのが本音で、働きながらストを行う「部分ストライキ」である。しかし、炭鉱長・辰雄がこれを認めずロックアウトを決行したことで、双者の間で衝突し鉄平らが大怪我をする事態となる。突如としてストは中止となり、鉄平は炭鉱員たちと元の鞘に戻るが、賢将は誤解から炭鉱員たちに目の敵にされ、若手炭鉱員・小鉄らの挑発に乗ってしまう。
「一島一家」がただの思い込みではないかと悩む鉄平に、百合子は組合選択選挙が行われること、賢将が朝子を好きであることを告げる。一方、辰雄にも反発し孤立する賢将であったが、百合子や鉄平の父・一平から手を差し伸べられる。賢将は端島に引っ越してきて間もなく両親が離婚しており、荒木家によく遊びに来ていた。夕方、仕事終わりの一平は炭鉱員たちに「賢将は家族で息子みたいなもの」と告げ、賢将はその背中に頭を下げる。その夜、百合子は組合事務所を辞めて炭鉱長宅を訪れ、賢将に寄り添う。
選挙開票に島中が沸く中、リナは小鉄に襲撃される。リナは進平に、博多のクラブ「フロリダ」で歌っていたこと、付き人だった恋人が殺されたことを打ち明け、妻を亡くしていた進平と「誰も愛さない」と誓い合っていた。進平は小鉄が博多のヤクザであることを察知し、もみ合いの末に射殺する。小鉄が海に沈む中、2人はその誓いを取り消す口づけを交わすのだった。
2018年。玲央はいづみが思い続ける鉄平と端島の過去に興味を抱き、いづみの孫である星也や千景とともに大学図書館で調べ始める。同時に、DNA鑑定から玲央といづみの間には血縁関係がないと判明する。玲央は落ち込むが、鉄平との血縁関係の可能性は残ると励まされる。しかし、2人から祖母をなぜ「いづみ」と呼ぶのかを指摘される。玲央は、いづみの旧姓が「出水」であり、彼女の本名は「朝子」であることを知るのだった。

### 第6話
IKEGAYAでは経営方針を巡り、いづみと鹿乃子が対立していた。鹿乃子らは利益重視で、いづみの経営理念からは程遠い。玲央は澤田から、いづみが東京に出てIKEGAYAを起業したこと、鉄平の日記は2018年春に手に入れたものであることを知り、いづみに日記の続きが読みたいことを告げる。いづみは日記を10冊所有しており、玲央は種袋が挟まっているページを見付ける。そこには、いづみの「人生」として起業にも繋がる出来事が記されていた。
1963年。東京オリンピックを翌年に控える一方で、九州の炭鉱の閉山が相次ぐ中、端島は例年通りの新年を迎える。荒木家では進平の妻となったリナが妊娠し、一平やハルと同居する。鉄平や賢将が初詣で出かけた頃、一平が炭鉱長宅で辰雄と酒を酌み交わす。一平は互いを顔が見えないのに罵り合う「ふうけもの」（馬鹿者）と語り、辰雄も妻と別れて島民と距離を置いていた自身を「ふうけもの」と認める。以降、辰雄は端島の様子を見て回ることになる。
朝子は年末年始も休みなく働いたうえに、両親から結婚を急かされており、百合子の入れ知恵でストライキを決行する。リナの「生かされている意味」と雑誌記事「コンクリートしかない端島に命を育む教育は出来ない」から、朝子は生きる意味を考える。そこで、園芸部に所属していた朝子は「端島の緑化」を決め、鉄平らの協力で辰雄の許可のもと、炭鉱員住宅の屋上を庭園にするため動き出す。
しかし、大きな問題が2つあった。一つは、コンクリート住宅の屋上で水やりをすると最上階の部屋が雨漏りするため、保水性があり水はけの良いプランターにする必要があること。朝子は長崎の園芸業者に聞き込みし、炭鉱員家族の協力のもと保水実験が行われる。
もう一つは、大量の土が必要だったが、鷹羽鉱業の関連会社から出る開発残土は酸性が強く、植物を育てるのには適さないこと。電話連絡を取りたい朝子は、百合子の協力で炭鉱長宅を利用することになり、そこに鉄平や賢将も加わる。辰雄が高島の火力発電所から出る石炭灰を混ぜて中和させることを提案し、関連会社の協力のもとで開発残土の堆肥化実験が行われる。
同年春。開発残土の堆肥化に成功し、端島に大量の土が運び込まれる。辰雄は実験の時から様子を見て回り、後ろ指を指されながらも自ら土を運ぶ姿に、炭鉱員や家族たちから次第に受け入れられていく。賢将は百合子にプロポーズして、カトリック信徒で被爆者でもある百合子と共に生きることを誓う。
同年夏。屋上では夏野菜の収穫時期を迎える。荒木家ではリナが長男・誠を出産し、進平は何度も感謝の言葉を述べ炭鉱員らと喜びを分かち合う。同じ日、賢将と百合子が結婚式を挙げ、鉄平や朝子からも祝福を受ける。式の後、鉄平は朝子に想いを伝え、朝子はコスモスの種を渡して一緒に植えることを約束するのだった。
2018年。日記にあったその種が、50年ぶりに芽吹いていた。感動するいづみに、玲央は端島の炭坑閉山当時の写真を見せる。いづみは若き日の自身や賢将・百合子夫妻の姿を懐かしむが、鉄平は写っておらず何が起きたのか知らないと呟く。鉄平のノートは一部が破り取られ、1964年8月の日記には「坑内火災」と書かれていた。

### 第7話
鉄平がどうなったのか知らないと語るいづみに、玲央は今でも知り得る可能性があると励ます。一方、和馬はいづみから鉄平のことを何も聞かされておらず、聖也から教えてもらう有様だった。
1964年夏。荒木家では誠が1歳となり、古賀家でも賢将・百合子夫妻が結婚から1周年を迎えたことで、それぞれ幸せに包まれていた。一方、鉄平と朝子は隠れて交際を続けていたが、島民の目を気にして公にすることができない。鉄平は百合子に促され、銀座食堂内で告白しようとしていた矢先、調理場でボヤが発生する。若手料理人・虎次郎が揚げた麺が自然発火したのが原因で、それは端島の運命を大きく変える出来事を予言することとなる。
深夜、炭鉱内の最深部で火災が発生する。石炭の自然発火が原因ですぐに消火され、保安院による点検が行われる。しかし、翌日に再び火災が発生し、現場の様子を見に来ていた一平と鶴岡が巻き込まれる。一平らは大火傷を負い、急きょ進平らが消火活動を行うが、一向に収まる気配がない。辰雄は放水消火が不可能と判断し、有資格者が土嚢やセメントなどの隔壁を作って火元を密閉し、酸欠による自然消火を待つことを指示する。進平らが最前線で活動してる一方で、鉄平は物資運搬などの後方支援しかできず、もどかしさが募る。
進平らは隔壁を作り終え、戻ろうとした矢先に爆発に巻き込まれる。飯田や米田らとともに一酸化炭素中毒に苦しみながらも、進平はもう一度隔壁を作ることを諦めておらず、父・一平も同じ考えだった。しかし、辰雄は消火活動が不可能であることと判断し、炭鉱員らの猛反対の中、揚水ポンプを止めて火元を海水に沈める水没放棄を選択する。それは、石炭で成り立っていた端島が終わるかもしれないことを意味していたが、前年に三池炭鉱の事故で多くの死傷者が出ており、島民全員の命を優先しての判断だった。
後方支援のため坑内にいた鉄平はその指示を聞き、ポンプ方の技師・石橋とともに涙を堪えて排水ポンプや照明の電源を切る。鉄平はポンプを止めたことを一平らに報告するが、進平が戻ってきていないことを賢将から聞かされ愕然とする。その頃、進平は幻覚に苦しみながらも地上を目指していたが動けなくなり、足元には排水されずたまり続ける海水が迫っていた。

### 第8話
1964年冬。石炭採掘が停止してから4ヶ月が経ち、炭鉱員の金太や銀太、鶴岡夫妻、職員クラブ管理人の町子や映画館館長の大森ら、島民2,000人が端島を去る。残った島民も、西村ら炭鉱員は仕事がなく飲んだくれるなど、端島はかつての活気を失う。その一方で、飯田や米田らは北村の励ましのもと、新たな石炭を採掘するため岩盤を掘り進めるが、一向に辿り着けないでいた。
そんな中、鉄平と朝子は長崎市内でデートをする。鉄平は浮かれるが、朝子は良いことも嫌なことも聞きたくないと周りに気を遣う。二人はとある店で、ダイヤモンドを意味する骨董のギヤマンを見つめ、鉄平は端島が復活したらプレゼントすることを約束する。
1965年年初。進平とリナの息子・誠が原因不明の病となる。進平は先の炭鉱事故により一酸化炭素中毒で亡くなり、一平は肺病で入院していたため、鉄平は母・ハルからリナと結婚するよう勧められる。一方、百合子は賢将との子を妊娠するが、被曝による後遺症を恐れ素直に喜べない。
後日、誠が長崎の市立病院で診察を受けるが、健康保険に未加入であることが発覚する。進平とリナの婚姻届も誠の出生届も提出されていなかったため、鉄平は取り急ぎ市役所で手続きをする。それ以降、鉄平とリナが頻繁に長崎に行くようになり、朝子はその姿を見た虎次郎から夫婦のようだったと聞かされる。
同年春。半年ぶりに端島から2キロあまり先で石炭が掘り出され、島の復活に島民全体が歓喜に沸く。しかし、鉄平と朝子の約束が守られることはなく、鉄平はリナや誠とともに端島から姿を消していた。
2018年。玲央は聖也や千景の協力を経て、ネットオークションに出されていた端島の映像フィルムの落札を目指す。しかし、その最中にミカエルらホストに呼び出され、借金をすぐに返済するよう迫られる。一方、いづみは和馬の勧めで認知症検査を受けさせられており、玲央は澤田と協力して友人・アイリが勤めるキャバクラに和馬を呼び出し企みを白状させる。姉・鹿乃子に言われるがままの和馬に「ドブでクズ」と吐き捨てるが、玲央自身もミカエルに言われるがままアイリをホスト漬けにさせてしまった経緯があり、同類であるとこぼす。
後日、いづみはIKEGAYA社員に社歴と企業理念を語り、会社の売却を宣言する。鹿乃子は認知症を理由に社長解任を要求するが、和馬が診断書を破り捨てていづみに賛同する。その夜、玲央は風俗店で働くことになったアイリを引き止め、自身のせいで友人との縁を切ってしまったこと、アイリと本気で笑いたいことを告げる。その足でホストクラブに侵入して出納帳を撮影し、ミカエルら追っ手を振り切って2人で警察署に駆け込み、ホストクラブと風俗店との繋がりを内部告発して自首するのだった。
翌朝、玲央は釈放されいづみらに引き取られる。玲央の楽しそうな表情に、いづみも端島が復活した時のことを語るが、鉄平との約束は守られなかったと表情を曇らせる。その頃、落札したものの一方的にキャンセルされた千景と聖也は、オークション出品者と連絡を取る。相手は「古賀孝明」を名乗り、東京在住であるものの両親は端島に縁があると言う。その男性の部屋には、若き日の賢将・百合子夫妻の写真が飾られていた。

### 第9話（最終回 前編）
「鉄平が約束を破り、リナと駆け落ちした」といづみが語ったこと、鉄平の日記の内容が突如変わっていたことに、玲央は納得ができないでいた。一方、IKEGAYAの売却に納得できない鹿乃子に対し、和馬はいづみに引導を渡すには鉄平を見つけ出すことであると考える。
翌日、玲央は千景や聖也とともに孝明が待つ古賀家を訪れ、賢将が日記を渡すことを悩んでいたこと、百合子が鉄平について何も言わなかったことを知る。後日、玲央は孝明から最後の日記の存在を聞かされるが、それは澤田が隠し持っていたことが発覚する。澤田の正体は進平とリナの息子・誠で、澤田は母・リナから聞かされていた真実を語り始める。
1965年春。新たに石炭が発見された端島では、年末の本格操業に向けて動き始めていた。甥・誠の通院が一段落した鉄平は、賢将の後押しもあり朝子との待ち合わせを約束するが、直後にリナから誠が誘拐されたことを聞かされる。相手は博多のヤクザ・鋼市で、弟分の小鉄が殺された報復として端島に乗り込むが、鉄平は自身が殺したことを言い放つと誠を奪い返し、リナとともに小舟で端島を脱出する。一方、朝子は銀座食堂の前で鉄平をひたすら待っていたが、そのまま朝を迎える。
翌月になっても3人の消息は分からず、端島では鉄平とリナが駆け落ちしたという噂が広まる。激怒する百合子に対し、朝子は鉄平の母・ハルの立場を心配するが、ハルに会うと鉄平に対する疑念をぶつけてしまう。しかし、孤独となり端島を出ようとしていたハルからは、真実が語られることなくただ謝られるばかり。朝子は幼い頃に鉄平から貰った小瓶を捨て、暖房が石炭から石油に代わるように、銀座食堂の従業員・虎次郎と結婚を前提に交際を始めるのだった。
2018年。いづみの家では和馬が中心となり、家族総出で虎次郎直伝のちゃんぽんを作っていた。澤田は立ち去ろうとするがいづみに引き留められ、リナが終生にわたり鉄平と朝子に対して負い目を感じていたこと、自身が恩返しのために秘書になったことなどを語り、最後の日記を渡す。いづみは澤田が生きていたことに感謝するものの、真実を恐れて日記を読むことをためらう。玲央はいづみに、鉄平との待ち合わせの日の記憶と向き合うため、端島へ再び行くことを持ち掛ける。

### 第10話（最終回 後編）
IKEGAYAは朝子の企業理念を継承する形で存続することとなり、和馬が新社長に就任する。一方で、鹿乃子・雅彦夫妻は廃材を利用したバイオマス発電の新会社を立ち上げる。玲央はホストクラブが営業停止になったことをライトと語り合った翌日、いづみとともに再び長崎を訪れる。初めに立ち寄った浦上天主堂には、一人の紳士が待ち合わせをしていた。
1973年夏。鉄平は賢将のもとに現れ、端島が閉山することを知る。鉄平は佐世保の片田舎に移り住んだハルやリナらには会ったものの、端島に戻るどころか朝子に手紙すら出せず、ヤクザに追われ続け全国を転々としていた。それでも外勤としての務めを忘れず、炭鉱員の次の就職先リストを賢将に手渡す。その際、端島から離れた間に朝子は母親となり、子どもたちは小学生となっていたことを思い知らされる。
同年冬。端島の記録を残したい賢将に、鉄平は辻褄が合わない部分を削除した日記を手渡す。賢将は「テッケン団」の絆を口にし、鉄平もそれに答える。一方、虎次郎が東京のホテルの料理人に採用されたことで、朝子は大学で園芸を学ぶため勉強したいことを百合子に告げる。
1974年春。朝子や賢将・百合子らは、最後の定期船で端島を後にするのだった。
2018年。いづみは野母崎で玲央とともに端島を眺める。鉄平が切り取った日記には「ギヤマン」について書かれており、いづみは現在の端島が「石炭」と同じであることを悟る。2人は祖父が炭鉱員だった船長とともに端島に上陸し、学校や病院、銀座食堂や外勤詰所の跡地を見て回る。その際、10年前に鉄平らしき人物が世界遺産登録前に「ダイヤモンド」を置いてきたことを聞かされるが、その建物は立入禁止となっていた。
落ち込むいづみに、玲央はかつて端島全体でオーディションが行われた際に撮影された映像を見せる。若かりし頃の朝子や進平らに混じり、鉄平の姿もあった。顔は似ていなかったが、玲央はいづみを通じて鉄平から声を掛けられたような親近感を覚える。
翌日、2人は野母崎にある施設「YAMA HOUSE」を訪れる。管理者である長崎市職員・山口から、鉄平が子どもや老人の話し相手となるボランティアをしていたこと、生涯独身であったことなどを聞かされる。施設は鉄平が寄贈した終の棲家で、庭先にはコスモスが一面に広がり、海の先には端島があった。いづみはそれらを眺めながら、端島の人々との笑顔の中、鉄平からのプロポーズに答える夢を見る。端島で鉄平が住んでいた部屋には、置かれたままのギヤマンがキラキラと輝いていた。
2024年。2人は交流を続けており、いづみはインスタを始めていた。玲央はツアーガイドとなり、全国各地にいるかもしれない鉄平の縁者に会うための旅を始めるのだった。

## キャスト

### 主要人物

#### 端島の主要人物
鉄平（てっぺい）
演 - 神木隆之介（幼少期：川原瑛都、フィルム映像：百蔵充輝）
端島生まれ端島育ちの青年。
中学卒業後は長崎の高校、長崎大学へと進学し、卒業後に端島に戻り鷹羽鉱業の外勤職員となる。
想いを寄せる百合子が賢将と交際し、半ば諦めていたところにリナが現れ、彼女のことを気に掛ける。
進平（しんぺい）
演 - 斎藤工
鉄平の兄。炭鉱員。18歳で出征し、生きて終戦を迎える。
戦争で心を閉ざしていたが、のちに妻となる女性・栄子と出会い笑顔を取り戻す。しかし、栄子が1953年秋の台風で行方不明となり、それ以降も鉱員住宅の家族部屋に独りで住み続けている。
朝子（あさこ）
演 - 杉咲花（幼少期：小野井奈々）
鉄平の幼馴染み。銀座食堂の看板娘で、鉄平たちの2歳年下。
中学卒業後から家業を手伝い、生まれてから一度も端島を離れて生活をしたことがない。
幼いころから鉄平に想いを寄せるが、全く気付かれていない。
リナ
演 - 池田エライザ
女性歌手。フランス映画から取られた偽名・草笛リナを名乗る。福岡出身。
進駐軍のクラブでジャズを歌っていた。入島当初は関西出身と偽り、「ヅカガール」と誤解される。
博多のヤクザから逃れて端島に渡り、職員クラブの女給の職を得るが、鷹羽の取引相手を怒らせたため解雇される。しかし鉄平から「人生変えたくないか？」と呼び止められ、取引相手の見送りに「端島音頭」を披露して礼を言わせ意趣返しを果たす。
賢将（けんしょう）
演 - 清水尋也（幼少期：藤原聖）
鉄平の同級生。父は鷹羽鉱業の幹部職員。東京生まれで、1943年に小学5年生で端島の小学校に転入して以来、鉄平の親友かつライバル。両親の離婚で、父と2人暮らし。
百合子と交際しながらも他の女性たちに節操なく話しかけるが、想いを寄せる朝子とは手も握れない。
百合子（ゆりこ）
演 - 土屋太鳳（幼少期：野田あかり）
鉄平の同級生。父は鷹羽鉱業の職員。長崎大学卒業後は鉄平たちと帰郷し、端島唯一の映画館「昭和館」で働く。
後に、テレビの普及で映画館が閑散となると、鷹羽鉱業労働組合の事務職員となる。
家族がカトリック教徒でメダイのネックレスをしているが、日曜はミサに出ず長崎で遊んでいる。戦時中、母や姉とともに被爆している。
賢将に想いを寄せ交際しているが、彼が本当は朝子に好意を寄せていることを知っている。

#### 東京の主要人物
玲央（れお）
演 - 神木隆之介（二役）
歌舞伎町のホストクラブ「Heaven's Jail」で売れないホストとして生きる青年。鉄平と瓜二つの容貌をしている。
玲央は源氏名で、IKEGAYAの社員たちには母方の姓と組み合わせ「日下玲央（くさか れお）」と名乗る。
母子家庭だが母と別居状態で、父とは全く面識がない。
現状の不満に抗わず先の見えない日々の中、謎の老婦人いづみから「人生変えたくないか？」と呼びかけられる。
当初はいづみとの経済格差に苛立つが、裕福なはずのいづみが孤独であることを察し同情する。
いづみ
演 - 宮本信子
現代と過去をつなぐキーパーソン。端島に縁があり、鉄平と面識がある謎の老婦人。
旧姓は出水で、朝子の後の姿。IKEGAYAの社長で資産家であり、息子と孫との3人暮らし。家政婦を雇っている。
家出して1週間にわたりビジネスホテルに滞在していた中、ウォーキング中の歌舞伎町で鉄平に瓜二つの玲央に突然プロポーズし、彼を端島へ連れていく。
その後も玲央を気にかけ、マンションに押しかけ自宅に招き入れると、次期社長候補の第二秘書として雇う。

### 端島の人々

#### 鉄平の家族（荒木家）
一平（いっぺい）
演 - 國村隼
鉄平と進平の父。ベテラン炭鉱員で班長。大酒飲みで喧嘩っ早い。何十年もの炭鉱労働で肺が弱り、週3日勤務しかできない。
鉄平が将来偉くなることを楽しみに大学に送り出すが、勝手に端島で就職したことを知り激怒する。
ハル
演 - 中嶋朋子
鉄平と進平の母。頑固な一平を叱り飛ばし、息子たちに寄り添い支える。
一平との間に5人の子がいたが、長男の吉平を出征先のビルマで、長女の和子と次女の節子を疎開先の福岡の空襲で亡くしている。

#### 百合子の家族（森家）
基人（もとひと）
演 - 桜井聖
百合子の父。鷹羽鉱業の職員。辰雄の部下として働いている。
寿美子（すみこ）
演 - 山本未來
百合子の母。戦時中、娘2人と浦上天主堂へ向かう途中に被爆する。
長年にわたり被爆の後遺症に苦しみ、カトリックに救いを求める。

#### 朝子の家族（出水家）
照吉（しょうきち）
演 - 谷川昭一朗
朝子の父。銀座食堂の店主。感情や勢いで行動する癖がある。
梅子（うめこ）
演 - 赤間麻里子
朝子の母。しっかり者で家計を管理する。
竹男（たけお）
演 - 番家玖太（第1話 - 第5話・第10話）、番家天嵩（第6話 - ）
朝子の弟。わんぱくでいたずら好き。

#### 賢将の家族（古賀家）
辰雄（たつお）
演 - 沢村一樹
賢将の父。鷹羽鉱業の幹部職員。1943年から端島に赴任し、端島の石炭産業の存続に疑念を抱く中、廣田から炭鉱長を引き継ぐ。
妻と3人の息子がいたが、端島へ赴任後に程無くして離婚しており、邸宅に賢将と2人で暮らしている。
友人も一切作らず、炭鉱員の息子の鉄平と親しくする賢将に「彼らとおまえは違う」と説き、近づき過ぎないよう釘を刺す。

#### 鷹羽鉱業
金太（きんた）、銀太（ぎんた）
演 - 阿部亮平、羽谷勝太
1955年に入島した炭鉱員のコンビ。前職では上司と部下。
炭鉱の稼ぎの良さを聞きつけ、銀太が金太を端島に誘っている。
北村（きたむら）、西村（にしむら）
演 - 中村シユン、池下重大
ベテラン炭鉱員。一平の飲み仲間で週1回、荒木家で酒を酌み交わす。
鶴岡（つるおか）
演 - 生田俊平
若手炭鉱員。いじられキャラ。一平のリーダーシップに憧れ、若手同士だけでなく荒木家でも酒を酌み交わす。
飯田（いいだ）、米田（よねだ）
演 - 是近敦之、鬼倉龍大
中堅炭鉱員。銀座食堂の常連。
安井（やすい）
演 - 藤野政貴
若手炭鉱員。体が弱く、サボり癖がある。
後に、鷹羽鉱業労働組合の事務職員となる。
松木（まつき）、桜木（さくらぎ）
演 - 清谷春瑠、長谷川ティティ
若手炭鉱員。サボり癖があり、建屋で花札に興じている。
小鉄（こてつ）
演 - 若林時英
病気の母の治療費を稼ぎに端島に入島した新人炭鉱員。甘え上手で、人の懐に入るのが上手い。
正体は博多のヤクザで、組織からの命令でリナの命を狙っていた。

#### その他（端島）
和尚
演 - さだまさし
端島に唯一ある寺の和尚。島民からは「説教和尚」と呼ばれる。
宗教や老若男女に関係なく人の悩みを聞く。職員クラブの女子寮も管理している。
町子（まちこ）
演 - 映美くらら
職員クラブの管理人。
リナが所持していた紹介状を偽造と知りつつも雇う。

### 東京

#### IKEGAYA株式会社
和馬（かずま）
演 - 尾美としのり（幼少期：二ノ宮陸登）
役員。妻と離婚し、息子とともに母いづみと同居している。
玲央がいづみの隠し孫ではないかと疑う。
鹿乃子（かのこ）
演 - 美保純（幼少期：髙取青依良）
役員。和馬の姉。いづみらの近所で暮らす。仕切りたがり、選民意識が強い。
雅彦（まさひこ）
演 - 宮崎吐夢
役員。堺家の主。鹿乃子の夫。穏やかな性格で、鹿乃子の尻に敷かれている。
澤田誠（さわだ まこと）
演 - 酒向芳
社長秘書。10年前、失業中にいづみに雇われている。玲央から「サワダージ」と呼ばれる。
いづみに恩義を感じており、彼女の指示ならマネジメントから雑用まで何でもこなす。

#### Heaven's Jail
ミカエル
演 - 内藤秀一郎
ホストクラブのナンバー2。玲央や後輩ホストから「ミカさん」と呼ばれる。
売り掛け金を回収できない玲央に金を貸し、代わりに指名客が離れないよう囲い込む仕事を押し付ける。
ライト
演 - 西垣匠
玲央の後輩ホスト。
友人でもあり、2人でルームシェアをしている。

#### その他（東京）
星也（せいや）
演 - 豆原一成（JO1）
和馬の一人息子。法学部を目指す浪人生。
千景（ちかげ）
演 - 片岡凜
鹿乃子と雅彦の一人娘。医学部に現役合格を果たしており、玲央から「医学部」と呼ばれる。
玲央に本営のタチの悪いホストと一緒にいるところを目撃され、400万円の売掛金があることが発覚する。
アイリ
演 - 安斉星来
高級キャバクラのキャバ嬢。ミカエルの常連の指名客であったが、友人からの忠告で来店しなくなる。
玲央からは友人と見なされており、現状から抜け出せない者同士で共感し合っている。

### ゲスト

#### 第1話
廣田（ひろた）
演 - 渡辺憲吉（第2話・第3話）
鷹羽鉱業の炭鉱長。1952年に赴任。人柄が良く、山頂にある邸宅に誰でも招き入れていた。
鉄平の提案した「社宅割り当て得点制度」や中ノ島への桜の植樹を置き土産に承認し、1958年に島民に惜しまれながら端島を去る。
松原（まつばら）
演 - 大下ヒロト（第2話 - 第9話）
鷹羽鉱業の外勤職員。鉄平の先輩。
三島（みしま）
演 - 坪倉由幸
鉄鋼会社社長。鷹羽鉱業の取引相手。
体を触られ嫌がったリナからコップの水を浴びせられると彼女の頬を平手打ちし、「たかが端島の炭鉱の女風情」と暴言を吐く。
柏木（かしわぎ）
演 - 野二紀人
鷹羽鉱業の炭鉱員。
タエコ、ヨシコ
演 - 中村真知子（第2話 - 第10話）、舟木幸（第2話 - 第4話・第6話・第7話）
ハルと仲の良い主婦。タエコは炭鉱員・西村の妻。
店長
演 - 相田雄一郎
Heaven's Jailの店長。
サヤ
演 - 藤野詩音（第2話）
玲央の指名客。売り掛け金を残したまま姿を消す。

#### 第2話
栄子（えいこ）
演 - 佐藤めぐみ
進平の妻。ヤサイブネで端島に渡り行商していたころ、出会った進平に見染められ結婚する。
その後は島のゴミを集める仕事をしていたが、1953年秋の台風で波にさらわれ行方不明となる。
丸井夫妻、角田夫妻
演 - 伊住聰志、中里仁美、箱田暁史、上埜すみれ
鉱員住宅の住民。
空き部屋にどちらの家族が転居するかで言い争いとなる。家族部屋に独りで住む進平に不満を持つ。
大森（おおもり）
演 - 片桐はいり（第3話、第8話）
百合子が働く映画館「昭和館」の女性館長。
後に、島を訪れた夏八木を鉄平らに紹介するが、松映撮影所の映画監督から要注意と書かれた手紙を受け取る。
警部補
演 - 村田洋二郎
高島の派出所から端島に来た警察官。
台風が接近する中、長崎で預かった『宮本武蔵』の映画フィルムを鉄平に託す。
男性
演 - 西野大作
「高島・端島海底水道計画 海底水道プロジェクト」の参加者。
居眠りしていた賢将に、会議の結論が出たことを告げる。
若者
演 - 加来亮凪、柊木千愛
長崎の若者たち。街頭で百合子をスクエアダンスに誘う。
アナウンサー
声 - 蓮見孝之（TBSアナウンサー）
台風の襲来を告げるラジオのアナウンサー。
花売り
演 - 木村はるか（第6話・第9話）
端島で花売りの商いをする女性。後に、朝子に頼まれていたコスモスの種を調達する。
ホスト
演 - 西村成忠

#### 第3話
夏八木（なつやぎ）
演 - 渋川清彦
端島に突如やってきた映画プロデューサーを名乗る男。大森から「夏八木ちゃん」と呼ばれる。
1948年ごろ、映画『燃ゆる孤島』の助監督として訪れており、続編を撮影すると告げ、島全体で出演者のオーディションを行う。
実際は撮影所を解雇されて借金があり、島内を物色する目的で入島し、共犯の男3人は捕まるが自身は労働組合の金を盗み姿を消す。
端島島内を撮影しており、そのフィルムがリナを追い詰めることになる。
尾高（おだか）
演 - 棚橋ナッツ（第5話・第10話）
鷹羽鉱業労働組合の組合長。
河上（かわかみ）
演 - 金子昇（第5話）
鷹羽鉱業労働組合の副組合長。
警察官
演 - 黒田浩史
端島の駐在警官。
男性
演 - 児島功一
炭鉱員。
部屋に忍び込み、テレビを盗み見していた竹男が金を盗んだと騒ぐ。
医者
演 - 三井善忠（第5話・第8話）
幼い朝子を赤痢と診断した端島の医者。
ナレーター
声 - 松丸智子
諫早つつじ祭りを紹介するテレビの音声。

#### 第4話
千鶴（ちづる）
演 - 竹井梨乃
百合子の姉。長崎の原爆投下で即死する。
ヤクザ
演 - 山崎潤
博多のヤクザ。夏八木が撮影した端島の映像からリナを見付ける。

#### 第6話
虎次郎（とらじろう）
演 - 前原瑞樹（第7話 - 第10話）
銀座食堂の若手料理人。後に朝子と結婚する。
社員
演 - 長友郁真
IKEGAYA株式会社の社員。芝浦マンションの件でいづみと鹿乃子の板挟みになっている。
担当者
演 - 上村愛香
いづみたちが訪れた「TAJIMA」の屋上緑化システム展示会の担当者。
市子（いちこ）
演 - 市原茉莉（第7話・第8話）
炭鉱員・鶴岡の妻。

#### 第7話
石橋（いしばし）
演 - 山澤亮太
高島から応援に来たポンプ方の技術者。
誠（まこと）
演 - 小林昌樹（第8話 - 第10話）、脇坂寛太（第1話・第8話）
進平とリナの息子。

#### 第8話
医師
演 - 森下亮
鉄平たちが誠を連れて行った長崎の医師。
林田
演 - 大滝明利
いづみに虚偽の老年期認知症の診断を下した脳神経外科・内科クリニックの院長。雅彦の学友。
古賀孝明（こが こうめい）
演 - 滝藤賢一（幼少期：羽切琥汰朗）（第9話）
賢将と百合子の息子。東京在住。

#### 第9話（最終話前編）
鋼市
演 - 三浦誠己
ヤクザ。小鉄こと門野鉄の兄貴分。懲役中に連絡が途絶えた小鉄を捜しに端島にやってきた。

#### 第10話（最終話後編）
山口
演 - 麻生祐未
晩年の鉄平を知る長崎市職員。
船長
演 - 栄信
玲央といづみを野母崎から端島まで案内した遊覧船の船長。
店主
演 - 坂田聡
店頭に非売品のギヤマンを飾る長崎の工芸品店の店主。
孝明の弟
演 - 房野晃士（第9話）
賢将と百合子の次男。

## 家系図
|           |           |           |           |           |           |  |  |  |  |                          |               |               |               |               |               |  |  |  |  |         |         |         |         |         |         |  |  |      |      |      |      |      |      |
|           |           |           |           |           |           |  |  |  |  | 吉平 【戦没】            |               |               |               |               |               |  |  |  |  |         |         |         |         |         |         |  |  |      |      |      |      |      |      |
|           |           |           |           |           |           |  |  |  |  |                          |               |               |               |               |               |  |  |  |  |         |         |         |         |         |         |  |  |      |      |      |      |      |      |
|           |           |           |           |           |           |  |  |  |  |                          |               |               |               |               |               |  |  |  |  |         |         |         |         |         |         |  |  |      |      |      |      |      |      |
|           |           |           |           |           |           |  |  |  |  | 栄子 （先妻） 【事故死】 |               |               |               |               |               |  |  |  |  |         |         |         |         |         |         |  |  |      |      |      |      |      |      |
|           |           |           |           |           |           |  |  |  |  |                          |               |               |               |               |               |  |  |  |  |         |         |         |         |         |         |  |  |      |      |      |      |      |      |
| 荒木 一平 | 荒木 一平 | 荒木 一平 | 荒木 一平 | 荒木 一平 | 荒木 一平 |  |  |  |  | 荒木 進平                | 荒木 進平     | 荒木 進平     | 荒木 進平     | 荒木 進平     | 荒木 進平     |  |  |  |  |         |         |         |         |         |         |  |  |      |      |      |      |      |      |
| 荒木 一平 | 荒木 一平 | 荒木 一平 | 荒木 一平 | 荒木 一平 | 荒木 一平 |  |  |  |  | 荒木 進平                | 荒木 進平     | 荒木 進平     | 荒木 進平     | 荒木 進平     | 荒木 進平     |  |  |  |  |         |         |         |         |         |         |  |  |      |      |      |      |      |      |
|           |           |           |           |           |           |  |  |  |  |                          |               |               |               |               |               |  |  |  |  | 澤田 誠 |         |         |         |         |         |  |  |      |      |      |      |      |      |
|           |           |           |           |           |           |  |  |  |  |                          |               |               |               |               |               |  |  |  |  |         |         |         |         |         |         |  |  |      |      |      |      |      |      |
| ハル      | ハル      | ハル      | ハル      | ハル      | ハル      |  |  |  |  | リナ （後妻）            | リナ （後妻） | リナ （後妻） | リナ （後妻） | リナ （後妻） | リナ （後妻） |  |  |  |  |         |         |         |         |         |         |  |  |      |      |      |      |      |      |
| ハル      | ハル      | ハル      | ハル      | ハル      | ハル      |  |  |  |  | リナ （後妻）            | リナ （後妻） | リナ （後妻） | リナ （後妻） | リナ （後妻） | リナ （後妻） |  |  |  |  |         |         |         |         |         |         |  |  |      |      |      |      |      |      |
|           |           |           |           |           |           |  |  |  |  | 和子 【戦没】            |               |               |               |               |               |  |  |  |  |         |         |         |         |         |         |  |  |      |      |      |      |      |      |
|           |           |           |           |           |           |  |  |  |  |                          |               |               |               |               |               |  |  |  |  |         |         |         |         |         |         |  |  |      |      |      |      |      |      |
|           |           |           |           |           |           |  |  |  |  |                          |               |               |               |               |               |  |  |  |  |         |         |         |         |         |         |  |  |      |      |      |      |      |      |
|           |           |           |           |           |           |  |  |  |  | 節子 【戦没】            |               |               |               |               |               |  |  |  |  |         |         |         |         |         |         |  |  |      |      |      |      |      |      |
|           |           |           |           |           |           |  |  |  |  |                          |               |               |               |               |               |  |  |  |  |         |         |         |         |         |         |  |  |      |      |      |      |      |      |
|           |           |           |           |           |           |  |  |  |  |                          |               |               |               |               |               |  |  |  |  |         |         |         |         |         |         |  |  |      |      |      |      |      |      |
|           |           |           |           |           |           |  |  |  |  | 鉄平                     |               |               |               |               |               |  |  |  |  |         |         |         |         |         |         |  |  |      |      |      |      |      |      |
|           |           |           |           |           |           |  |  |  |  |                          |               |               |               |               |               |  |  |  |  |         |         |         |         |         |         |  |  |      |      |      |      |      |      |
|           |           |           |           |           |           |  |  |  |  |                          |               |               |               |               |               |  |  |  |  |         |         |         |         |         |         |  |  |      |      |      |      |      |      |
| 森 基人   | 森 基人   | 森 基人   | 森 基人   | 森 基人   | 森 基人   |  |  |  |  | 千鶴 【戦没】            | 千鶴 【戦没】 | 千鶴 【戦没】 | 千鶴 【戦没】 | 千鶴 【戦没】 | 千鶴 【戦没】 |  |  |  |  |         |         |         |         |         |         |  |  |      |      |      |      |      |      |
| 森 基人   | 森 基人   | 森 基人   | 森 基人   | 森 基人   | 森 基人   |  |  |  |  | 千鶴 【戦没】            | 千鶴 【戦没】 | 千鶴 【戦没】 | 千鶴 【戦没】 | 千鶴 【戦没】 | 千鶴 【戦没】 |  |  |  |  |         |         |         |         |         |         |  |  |      |      |      |      |      |      |
|           |           |           |           |           |           |  |  |  |  |                          |               |               |               |               |               |  |  |  |  |         |         |         |         |         |         |  |  |      |      |      |      |      |      |
|           |           |           |           |           |           |  |  |  |  |                          |               |               |               |               |               |  |  |  |  |         |         |         |         |         |         |  |  |      |      |      |      |      |      |
| 寿美子    | 寿美子    | 寿美子    | 寿美子    | 寿美子    | 寿美子    |  |  |  |  | 百合子                   | 百合子        | 百合子        | 百合子        | 百合子        | 百合子        |  |  |  |  |         |         |         |         |         |         |  |  |      |      |      |      |      |      |
| 寿美子    | 寿美子    | 寿美子    | 寿美子    | 寿美子    | 寿美子    |  |  |  |  | 百合子                   | 百合子        | 百合子        | 百合子        | 百合子        | 百合子        |  |  |  |  |         |         |         |         |         |         |  |  |      |      |      |      |      |      |
|           |           |           |           |           |           |  |  |  |  |                          |               |               |               |               |               |  |  |  |  | 孝明    |         |         |         |         |         |  |  |      |      |      |      |      |      |
|           |           |           |           |           |           |  |  |  |  |                          |               |               |               |               |               |  |  |  |  |         |         |         |         |         |         |  |  |      |      |      |      |      |      |
| 古賀 辰雄 | 古賀 辰雄 | 古賀 辰雄 | 古賀 辰雄 | 古賀 辰雄 | 古賀 辰雄 |  |  |  |  | 古賀 賢将                | 古賀 賢将     | 古賀 賢将     | 古賀 賢将     | 古賀 賢将     | 古賀 賢将     |  |  |  |  |         |         |         |         |         |         |  |  |      |      |      |      |      |      |
| 古賀 辰雄 | 古賀 辰雄 | 古賀 辰雄 | 古賀 辰雄 | 古賀 辰雄 | 古賀 辰雄 |  |  |  |  | 古賀 賢将                | 古賀 賢将     | 古賀 賢将     | 古賀 賢将     | 古賀 賢将     | 古賀 賢将     |  |  |  |  |         |         |         |         |         |         |  |  |      |      |      |      |      |      |
|           |           |           |           |           |           |  |  |  |  |                          |               |               |               |               |               |  |  |  |  |         |         |         |         |         |         |  |  |      |      |      |      |      |      |
|           |           |           |           |           |           |  |  |  |  | 朝子 （いづみ）          |               |               |               |               |               |  |  |  |  |         |         |         |         |         |         |  |  |      |      |      |      |      |      |
|           |           |           |           |           |           |  |  |  |  |                          |               |               |               |               |               |  |  |  |  |         |         |         |         |         |         |  |  |      |      |      |      |      |      |
| 出水 朝吉 | 出水 朝吉 | 出水 朝吉 | 出水 朝吉 | 出水 朝吉 | 出水 朝吉 |  |  |  |  |                          |               |               |               |               |               |  |  |  |  | 鹿乃子  | 鹿乃子  | 鹿乃子  | 鹿乃子  | 鹿乃子  | 鹿乃子  |  |  |      |      |      |      |      |      |
| 出水 朝吉 | 出水 朝吉 | 出水 朝吉 | 出水 朝吉 | 出水 朝吉 | 出水 朝吉 |  |  |  |  |                          |               |               |               |               |               |  |  |  |  | 鹿乃子  | 鹿乃子  | 鹿乃子  | 鹿乃子  | 鹿乃子  | 鹿乃子  |  |  |      |      |      |      |      |      |
|           |           |           |           |           |           |  |  |  |  | 池ヶ谷 虎次郎            | 池ヶ谷 虎次郎 | 池ヶ谷 虎次郎 | 池ヶ谷 虎次郎 | 池ヶ谷 虎次郎 | 池ヶ谷 虎次郎 |  |  |  |  |         |         |         |         |         |         |  |  | 千景 | 千景 | 千景 | 千景 | 千景 | 千景 |
|           |           |           |           |           |           |  |  |  |  | 池ヶ谷 虎次郎            | 池ヶ谷 虎次郎 | 池ヶ谷 虎次郎 | 池ヶ谷 虎次郎 | 池ヶ谷 虎次郎 | 池ヶ谷 虎次郎 |  |  |  |  |         |         |         |         |         |         |  |  | 千景 | 千景 | 千景 | 千景 | 千景 | 千景 |
| 梅子      | 梅子      | 梅子      | 梅子      | 梅子      | 梅子      |  |  |  |  |                          |               |               |               |               |               |  |  |  |  | 堺 雅彦 | 堺 雅彦 | 堺 雅彦 | 堺 雅彦 | 堺 雅彦 | 堺 雅彦 |  |  |      |      |      |      |      |      |
| 梅子      | 梅子      | 梅子      | 梅子      | 梅子      | 梅子      |  |  |  |  | 竹男                     |               |               |               |               |               |  |  |  |  | 堺 雅彦 | 堺 雅彦 | 堺 雅彦 | 堺 雅彦 | 堺 雅彦 | 堺 雅彦 |  |  |      |      |      |      |      |      |
|           |           |           |           |           |           |  |  |  |  |                          |               |               |               |               |               |  |  |  |  |         |         |         |         |         |         |  |  |      |      |      |      |      |      |
|           |           |           |           |           |           |  |  |  |  |                          |               |               |               |               |               |  |  |  |  | 和馬    | 和馬    | 和馬    | 和馬    | 和馬    | 和馬    |  |  | 星也 | 星也 | 星也 | 星也 | 星也 | 星也 |
|           |           |           |           |           |           |  |  |  |  |                          |               |               |               |               |               |  |  |  |  | 和馬    | 和馬    | 和馬    | 和馬    | 和馬    | 和馬    |  |  | 星也 | 星也 | 星也 | 星也 | 星也 | 星也 |
|           |           |           |           |           |           |  |  |  |  |                          |               |               |               |               |               |  |  |  |  |         |         |         |         |         |         |  |  |      |      |      |      |      |      |

- 存在は確認されるが氏名不詳の人物（辰雄の妻、和馬の妻、賢将の兄、孝明の弟と妻子、誠の妻子、など）は割愛。

## スタッフ
- 脚本 - 野木亜紀子[2]
- 音楽 - 佐藤直紀[2]
- 主題歌 - King Gnu「ねっこ」[3]
- 演出 - 塚原あゆ子、福田亮介、林啓史、府川亮介[2]
- プロデュース - 新井順子、松本明子[2]
- スーパーバイザー - 那須田淳、岡崎吉弘[2]
- 編成 - 中井芳彦、後藤大希[2]
- 制作協力 - NBC長崎放送[2]
- 製作 - TBSスパークル、TBS[2]

## 放送日程
| 各話                                                                        | 放送日   | サブタイトル                                                  | ラテ欄                                                                                         | 演出       | 視聴率 |
| --------------------------------------------------------------------------- | -------- | ------------------------------------------------------------- | ---------------------------------------------------------------------------------------------- | ---------- | ------ |
| 第1話                                                                       | 10月20日 | 地底の闇を切りひらく Cutting Through the Underground Darkness | 1955年の長崎端島と 現代の東京を舞台に描く 70年の愛の物語                                       | 塚原あゆ子 | 11.0%  |
| 第2話                                                                       | 11月03日 | スクエアダンス Square Dance                                   | 1955年の長崎端島と 現代の東京を舞台に描く 70年の愛の物語                                       | 福田亮介   | 09.3%  |
| 第3話                                                                       | 11月10日 | 孤島の花 Flowers of the Isolated Island                       | 平穏な島で事件が!? 花のような淡い初恋                                                          | 福田亮介   | 07.0%  |
| 第4話                                                                       | 11月17日 | 沈黙 Silence                                                  | 精霊流しと花火の夜 長年隠された秘密…                                                           | 塚原あゆ子 | 07.5%  |
| 第5話                                                                       | 11月24日 | 一島一家 One Island, One Family                               | ついに運命を変える1日が訪れる…!                                                                | 林啓史     | 07.4%  |
| 第6話                                                                       | 12月01日 | 希望の種 Seeds of Hope                                        | 愛しい人へ捧ぐ約束 一世一代の決断!                                                             | 塚原あゆ子 | 06.7%  |
| 第7話                                                                       | 12月08日 | 消えない火 Unquenchable Fire                                  | 坑内火災発生! 最大の危機に立ち向かえ                                                           | 塚原あゆ子 | 08.8%  |
| 第8話                                                                       | 12月15日 | ダイヤモンド Diamond                                          | 最終章の幕開け…! そして時は動き出す                                                            | 府川亮介   | 08.4%  |
| 第9話 （最終話前編）                                                        | 12月22日 | あの夜 That Night                                             | 運命を分けた夜の真実… すべては愛するもののために! 70年にわたる愛と青春と家族の物語がついに完結 | 福田亮介   | 08.3%  |
| 第10話 （最終話後編）                                                       | 12月22日 | 記憶は眠る Here Lie the Memories                              | 運命を分けた夜の真実… すべては愛するもののために! 70年にわたる愛と青春と家族の物語がついに完結 | 塚原あゆ子 | 08.3%  |
| 平均視聴率 8.3%（視聴率はビデオリサーチ調べ、関東地区・世帯・リアルタイム） |          |                                                               |                                                                                                |            |        |

- 初回は21時 - 22時19分の25分拡大放送。
- 10月27日はSMBC日本シリーズ2024 第2戦（横浜DeNAベイスターズ×福岡ソフトバンクホークス）並びに第50回衆議院議員総選挙実施に伴う特別番組『決戦!緊急W中継 SMBC日本シリーズ2024×選挙の日』（17時45分 - 翌28日1時）放送のため、休止[78][79]。
- 第2話は15分拡大並びに『SMBC日本シリーズ2024 第6戦 横浜DeNAベイスターズ×福岡ソフトバンクホークス』中継（17時45分 - 21時30分）のため30分繰り下げられ、21時30分 - 22時39分に放送された[80][81]。
- 最終話は21時 - 22時50分の56分拡大放送。各種配信サービスおよびTVerでの見逃し配信ではディレクターズカット版として第9話・第10話に分けて配信された[82]。

## 受賞
- ギャラクシー賞
  - 2024年12月度月間賞[83] - 日曜劇場での受賞は『天皇の料理番』以来9年半ぶり
  - 第62回（2024年度）テレビ部門 個人賞（杉咲花）[84]
- 第122回ザテレビジョンドラマアカデミー賞[85]
  - 最優秀作品賞
  - 主演男優賞（神木隆之介）
  - 助演女優賞（杉咲花）
  - 監督賞（塚原あゆ子、福田亮介、林啓史、府川亮介）
  - ドラマソング賞（ねっこ / King Gnu）

## 映像ソフト
- 「海に眠るダイヤモンド」ディレクターズカット版　Blu-ray BOX、発売日 ‏ : ‎ 2025年3月28日、販売元 ‏ : ‎ TCエンタテインメント
- 「海に眠るダイヤモンド」ディレクターズカット版　DVD BOX、発売日 ‏ : ‎ 2025年3月28日、販売元 ‏ : ‎ TCエンタテインメント